# Třebosice
Třebosice är en ort i Tjeckien.   Den ligger i regionen Pardubice, i den centrala delen av landet, 90 km öster om huvudstaden Prag. Třebosice ligger 236 meter över havet och antalet invånare är 152.
Terrängen runt Třebosice är platt, och sluttar norrut.Runt Třebosice är det tätbefolkat, med 427 invånare per kvadratkilometer. Närmaste större samhälle är Pardubice, 5,7 km nordost om Třebosice. Trakten runt Třebosice består till största delen av jordbruksmark.